# Iron Harvest
«Iron Harvest» (укр. Залізні жнива) — мехо-дизельпанкова відеогра у жанрі стратегії у реальному часі, розроблена студією «King Art Games». Гра вийшла 1 вересня 2020 року. Видавець гри — «Deep Silver».

## Сетинг
Дія гри розгортається у всесвіті альтернативної історії 1920-х років, створеному польським художником Якубом Ружальським. Цей всесвіт, відомий також за настільною грою «Коса», був натхнений подіями Радянсько-польської війни. Історія зосереджена на конфлікті трьох вигаданих європейських націй: Полянії (прототипом є Польща), Саксонії та Русвєта (суміш Радянської Росії з царською).

## Доповнення
- «Русвєтська Революція» (англ. Rusviet Revolution) вийшло у грудні 2020 року. Додає бонусну кампанію за Русвєт.
- «Операція „Орел“» (англ. Operation Eagle) вийшло у травні 2021 року. Додано нову фракцію Юсонію (прототипом є США), кампанію за нову фракцію і новий рід військ — авіацію.

## Розробка
Гра була анонсована у 2016 році. У 2018 році гра пройшла успішний етап краудфандингу, зібравнши понад 1,5 мільйона доларів. У 2018 році було оголошено, що реліз гри заплановано на 4 квартал 2019, однак у 2019 році його перенесли на 2020 рік. У березні 2020 року стала доступна бета-версія, а в червні — демо-версія. Гра вийшла 1 вересня 2020 року.